# Mohamed Diab
Mohamed Diab (arab. محمد دياب; ur. 7 grudnia 1978 w Ismailii) – egipski reżyser i scenarzysta filmowy.

## Życiorys
Pracę w branży filmowej zaczął w charakterze scenarzysty. Jego pełnometrażowym debiutem reżyserskim był Kair 678 (2010), opowiadający o trzech kobietach-ofiarach molestowania seksualnego, które walczą o sprawiedliwość. Obraz miał swoją premierę zaledwie na miesiąc przed wybuchem rewolucji w Egipcie, w którą Diab bardzo się zaangażował.
Kolejna fabuła reżysera, Zderzenie (2016), była politycznym thrillerem nakręconym w całości we wnętrzu policyjnej suki. Film ten, prezentowany w ramach sekcji "Un Certain Regard" na 69. MFF w Cannes, stał się gorzką metaforą upadku rewolucji z 2011. 
Trzeci film fabularny Diaba, Amira (2021), startował w sekcji "Horyzonty" na 78. MFF w Wenecji, gdzie zdobył dwie nagrody. Była to historia siedemnastoletniej Palestynki żyjącej w przekonaniu o tym, że została poczęta dzięki przeszmuglowanej zza więziennych krat spermy swojego ojca.
Diabowi powierzono reżyserię czterech odcinków hollywoodzkiego miniserialu Filmowego Uniwersum Marvela, Moon Knight (2022), w którym wystąpili Oscar Isaac, Ethan Hawke, F. Murray Abraham. 
Zasiadał w jury sekcji "Un Certain Regard" na 70. MFF w Cannes (2017).